# お笑い芸人による闇営業問題
お笑い芸人による闇営業問題（おわらいげいにんによるやみえいぎょうもんだい）は、2019年（令和元年）6月に発覚した日本のお笑い芸人による闇営業に関する一連の事件である。
この問題では、吉本興業所属者を中心とした多数のお笑い芸人が反社会的勢力の会合に参加し金銭を受領していた。また、一連の問題の背景として吉本興業のマネジメント体制の不備が報じられ、事件発覚後の対応も含め所属タレントからも吉本興業を中心とした芸能事務所に対する批判が多数生じることとなった。本来「闇営業」という言葉は事務所を通さない営業全てを意味し「反社会的組織を相手に営業を行う」という意図は含まれないが、本項における「闇営業」は芸能事務所に所属する芸能人が事務所を通さず反社会的勢力と営業を行うことを意味する。

## 問題の経緯

### 問題の発覚：入江の解雇および芸能界引退と「フライデー」の報道
2019年6月6日、入江慎也が所属する吉本興業を通さずに出演料を受け取る闇営業を振り込め詐欺グループとの間で行い、所属タレントを仲介していたとして同年6月4日付けで吉本興業から契約を解消されていたことが発覚し、入江は後に芸能界を引退した。6月7日発売の写真週刊誌「フライデー」が、振り込め詐欺グループの忘年会に入江のほかに宮迫博之、田村亮などが参加していたことを報じた。
問題となったのは、2014年12月27日に東京都内のホテルで開かれた、詐欺グループに関わっていた人物が代表を務める忘年会である。会は、参加者数50人から60人、19時から2、3時間、ホテルの宴会場を貸切で行われた。そこに入江が宮迫、亮、レイザーラモンHG、ガリットチュウの福島善成らに声をかけてともにゲストとして参加した。芸人たちは後半のサプライズゲストとして登場し、HGや福島はそれぞれネタを披露し、入江は司会、田村はトークを担当した。最後に宮迫が登場し、「全てが僕の力になる!」を歌唱した。
当該の詐欺グループは、2013年末頃から高齢者に電話をかけて架空の会社の社債を購入させる手口で組織的に振り込め詐欺を働き、2015年6月に警視庁から男女計40名が一斉に逮捕され、主犯格2人も同時に逮捕された。この詐欺グループによる被害総額は40億円を超えるとされる。入江とグループの幹部は忘年会の前からの知り合いで何度か飲み会を催し、逮捕される直前にはダミー会社の名前で入江のイベントのスポンサーになっていた。
この問題をスクープした「フライデー」は2019年5月下旬に宮迫に直撃取材を敢行した。宮迫は、忘年会に参加したことは認めたが詐欺グループの宴会だとは知らなかったと答え、金銭の受領も否定した。同誌は、入江の関与と犯罪組織の宴会に参加したことについての見解を聞くべく、吉本興業にも詳細な質問書を送り再三にわたり電話で問い合わせを行ったが、吉本側の対応は「無回答」だった。亮は、6月8日にTwitterで騒動を謝罪したが金銭の受領を否定し、詐欺グループの忘年会とは「知らなかった」と記した。
同年6月10日には、上記とは別件で楽しんごが頻繁に闇営業を行っていたとして、同年3月末に吉本興業から解雇されていたことが発覚した。ただし、楽しんごは入江とは違い、芸人の仲介はなく単独で行っていたものであり、また反社会的勢力との接点は確認できなかったが関係者には、「入江よりも悪質だった」と判断された。

### お笑い芸人の大量処分とさらなる問題の発覚
吉本興業は発覚当初、芸人側が金銭を受け取っていたことは確認できないとした上で、会社に無断で営業活動を行ったとして厳重注意の処分としていた。だが、その後実施した聞き取り調査の結果、宮迫と亮を含む11名が宴会に参加し金銭を受領していたことが判明したとして、2019年6月24日に謹慎処分を下したことを発表した。
謹慎処分を受けたのは宮迫、田村のほか、HG、福島善成、くまだまさし、ザ・パンチのパンチ浜崎、木村卓寛、ムーディ勝山、2700、ストロベビーのディエゴで、11人は反社会的勢力が主催した宴会だったという認識はなかったとした。
同日、ワタナベエンターテインメント（以下ナベプロ）はザブングルも、当該の宴会に参加していたことの確認がとれたと報告し、同コンビの謹慎処分を発表した。ナベプロはザブングルが7万5000円の出演料を受け取っていたことを発表し、この金銭についてはすでに税理士を通じて税務申告を修正した上で、しかるべき団体に支払うために警察関係者などを交えて支払先について協議していると公表した。ザブングルは謹慎が決まった際、謹慎期間中にボランティア活動を通じて社会貢献したいと所属事務所のワタナベエンターテインメントに申し出て、事務所が活動先を探したところ100件に及ぶ問い合わせがあった。その中から熊本県の介護施設を選択し、2019年7月7日から約1か月間、介護資格がなくてもできる範囲内で介護ヘルパーのサポートなどを従事した。
6月27日、吉本興業はスリムクラブを無期限謹慎処分にしたことと、前述の宴会への参加で当面の間の謹慎処分を受けていた2700の処分期間を、当面の間から無期限に延長することを発表した。2組は2016年8月頃、モノマネ芸人のバンドー太郎を通じて反社会的勢力の人物が参加する飲食店オーナーの誕生日パーティへの出演を直接依頼され、出演の対価として一定の金額を受領していた。吉本興業の聞き取りに対して4人とも反社会的勢力が参加していたという認識はなかったと答えている。なお、吉本興業の発表では反社会的勢力の具体的な名前は控えられている一方、「フライデー」は「稲川会」の大幹部であると報じている。営業を仲介したバンドーは、スポーツニッポンの取材に対して、会合の主役だった暴力団幹部とは「面識がなかった」と関係性を否定し、「素性を知っていたら仕事は受けなかった。もらい事故のようなもの」と訴え、自身も被害者であることを強調した。バンドーは6月30日に都内で記者会見を開き、仲介役だったことを認め謝罪。会合に出席した際の出演料は1組10万円ほどで、出演料の相場は芸人によって様々だが自身はフリーランスで活動していることから5〜10万円、それ以上の時もあると告白した。一方で、報道を受けて自身の仕事への影響についてフリーランスで活動していることから謹慎や解雇といったことはあるかと言われればないこともないが、仕事が減ることは考えられると述べ、実際に報道後、仕事の依頼が1、2本キャンセルになったと明かした。なお、スポーツニッポンの取材に対する「もらい事故」発言については誤解を招く発言だったとして、「できれば、ご訂正をお願いしたい」と弁明した。
7月13日、吉本興業は謹慎処分を受けた13人が受け取っていた金銭並びに、13人が税務修正報告を行ったことを発表した。同時に7月12日付でNPO法人消費者スマイル基金、NPO法人消費者機構日本に各150万円を寄付したことと、宮迫、亮が自ら寄付先を選定し、7月13日までに公益社団法人全国被害者支援ネットワークへ寄付を行ったと発表していたが、「寄付金が団体の理念にそぐわない」として、全国被害者支援ネットワークが2人からの寄付金の受領を辞退、消費者機構日本も後日発覚した吉本総合芸能学院（NSC）での不祥事を理由として、8月5日に寄付金を返納したことを8月16日に発表した。なお、税務修正報告を発表した同日にはHG、福島、くまだ、パンチ、木村、勝山、ディエゴの7人を8月中にも復帰させることを検討していることが明らかとなった。ただし宮迫、亮、スリムクラブ、2700の6人の復帰に関しては未定とした。
7月19日、吉本興業は当初は当面の間謹慎処分としていた宮迫に対して、所属の吉本興業とのマネジメント契約を解除する処分に変更したことを発表した。
翌7月20日、岡本昭彦に「会見やってもいいけど、全員連帯責任でクビするからな。それでもいいんだったら記者会見をやれ。俺にはお前ら全員クビにする力があるんだ」と言われていたが、亮と宮迫の2人は合同で同日15時より独自で記者会見を開いた。闇営業に関わっていた吉本興業所属者および過去の所属者による記者会見はこれが初めてだった。この記者会見前の予告を見た吉本興業側では、亮はこの会見時点ではまだ吉本興業に所属していた立場にもかかわらず、同社を通さずに無断で記者会見をしたことを問題視した上で処分内容を強化することとし、当面の間の謹慎処分していたのを、同日の記者会見直前に、前日の宮迫と同じようにマネジメント契約解消の処分に変更した。なお、のちに処分は撤回されている。宮迫は会見の中で後輩芸人が受け取ったギャラは「お車代程度だろうと思い込み、“もらってないでいいん違うか”と入江君に言ってしまいました。他のメンバーにも“もらってないということで言うといてくれ”と入江君に指示を出しました。“会社にもそう言ってくれ”と指示を出しました」と宮迫自身が入江や後輩に“もらってない”と指示したと明かした。

### 謹慎処分の解除
2019年8月9日、吉本興業はHG、福島、くまだ、パンチ、木村、勝山、スリムクラブ、ディエゴ、2700の謹慎処分を、8月19日をもって解除することを報告した。ただし宮迫の処分期間は同日以降も継続中である。8月26日にワタナベエンターテインメントも、ザブングルが9月2日に放送される『高田文夫のラジオビバリー昼ズ』（ニッポン放送）への生出演を以て、芸能活動に復帰させることを発表した。
2020年1月10日、吉本興業と田村の所属事務所でもある「株式会社LONDONBOOTS」は、田村の活動再開を発表した。

## 処分
以下の闇営業に関わっていた芸人のうち、楽しんごの処分については3月に別件で実施している。
| 芸人名・グループ名                 | 所属事務所                   | 処分内容                                                                                             | 受領金額         |
| ---------------------------------- | ---------------------------- | --- | ---------------- |
| 入江慎也（カラテカ）               | 吉本興業                     | 契約解除                                                                                             | 不明             |
| 楽しんご                           | 吉本興業                     | 契約解除                                                                                             | 別件のため未発表 |
| 宮迫博之（雨上がり決死隊）         | 吉本興業                     | 当面の間、活動停止の謹慎→契約解除→その後処分の撤回を検討したが白紙となり、そのまま2021年にコンビ解散 | 100万円          |
| 田村亮（ロンドンブーツ1号2号）     | 吉本興業                     | 当面の間、活動停止の謹慎→契約解除検討→処分撤回 →2020年1月10日まで活動停止の謹慎                      | 50万円           |
| レイザーラモンHG（レイザーラモン） | 吉本興業                     | 当面の間→2019年8月18日まで活動停止の謹慎                                                             | 10万円           |
| 福島善成（ガリットチュウ）         | 吉本興業                     | 当面の間→2019年8月18日まで活動停止の謹慎                                                             | 3万円            |
| くまだまさし                       | 吉本興業                     | 当面の間→2019年8月18日まで活動停止の謹慎                                                             | 3万円            |
| パンチ浜崎（ザ・パンチ）           | 吉本興業                     | 当面の間→2019年8月18日まで活動停止の謹慎                                                             | 3万円            |
| ムーディ勝山                       | 吉本興業                     | 当面の間→2019年8月18日まで活動停止の謹慎                                                             | 3万円            |
| 木村卓寛（天津）                   | 吉本興業                     | 当面の間→2019年8月18日まで活動停止の謹慎                                                             | 3万円            |
| ディエゴ（ストロベビー）           | 吉本興業                     | 当面の間→2019年8月18日まで活動停止の謹慎                                                             | 3万円            |
| 2700（八十島、ツネ）               | 吉本興業                     | 当面の間、活動停止の謹慎→無期限謹慎→2019年8月18日まで活動停止の謹慎                                  | 各8万円          |
| スリムクラブ（真栄田賢、内間政成） | 吉本興業                     | 無期限謹慎→2019年8月18日まで活動停止の謹慎                                                           | 各7万5000円      |
| ザブングル（松尾陽介、加藤歩）     | ワタナベエンターテインメント | 2019年8月末まで謹慎                                                                                  | 各7万5000円      |

吉本興業とナベプロの騒動に対する対応は、明暗を分ける結果となった。
2019年7月1日、ナベプロはザブングルの処遇について改めて発表した。マスコミに「ザブングルを吉本芸人と同列に報じないでほしい」とする要請を事務所が行ったことや、書面では反社会的勢力の被害者への配慮と事務所の責任にも言及した謝罪、具体的なコンプライアンス体制強化の提示、出演料や税申告に言及したザブングルに対する事務所の対応が記されており、その適切さをコラムニストの木村隆志が「クライシス・コミュニケーション（危機管理広報）のお手本」と称した。
一方で、吉本興業は6月24日に所属芸人11名の処分を発表したが受領金額、所得の申告、返金の姿勢、被害者への対応などに関する具体的な言及はなかった。加えてコンプライアンスへの取り組みに関しても同様に具体的な言及はなく、本人たちの謝罪コメントを一覧にして見せただけに留まった。6月27日、スリムクラブの無期限謹慎処分を発表した際に、コンプライアンスに対する今後の取り組みを「決意表明」したが、その宣言は木村曰く「内容として責められるところはない」が、騒動に対する具体的な内容がまたも言及されていなかった。6月28日、吉本興業ホールディングスの大﨑洋会長が共同通信のインタビューに答え、騒動を謝罪した。木村によれば、トップがコメントすることは「企業の姿勢を見せる」という意味で重要なものだが、吉本興業に求められているのはナベプロが見せたような「騒動の具体的な内容を明らかにし、謝罪先を明確にすること」であり、それを行わなかったことでイメージの回復が出来なかったと指摘した。
吉本興業では、事件発覚後同社側によって謝罪会見を一切実施していなかったが、宮迫と亮の会見を受けて、会社側の記者会見開始を予定した。ダウンタウンの松本人志は、宮迫と亮の会見終了後、東野幸治と共に吉本興業本社を訪れ、大﨑会長に加え岡本昭彦吉本興業ホールディングス兼吉本興業社長などといった首脳陣と会談し、岡本社長が記者会見を開くように直談判したことを翌日放送のフジテレビ制作『ワイドナショー』で明らかにした。さらには、同問題の原因となったギャラや待遇改善、吉本内でトラブルや不祥事を起こしたタレントの救済措置を行う松本名義の部署を作ることを要求し、合意を得られたことも番組内で明かしている。
7月22日に、吉本興業側による記者会見が行われた。一連の騒動について謝罪したうえで、登壇した岡本社長は宮迫、亮に対する処分の撤回と和解の意思を示し、また今回の騒動の引責として岡本社長および大﨑洋代表取締役会長の報酬を1年間50%減俸とすることを明言した。その一方、社長が質問に対して明確な回答を行わないことも多く、会見自体が5時間30分と異例の長時間（途中10分休憩挿入）に及んだことから、記者側が質問に困る場面も見られた。
この記者会見を受けて、吉本所属タレントを含む各芸能人から経営陣に多数の批判の声が上がる事態となった。その中でも、加藤浩次は自身が司会を務める日本テレビ制作『スッキリ』内で「これからもこの体制、今の社長、そして会長の体制が続くと思ったら、僕は吉本興業を辞めます」と発言し大きな波紋を呼び、後日大﨑会長との緊急会談を行う事態に至った。この闇営業問題により、吉本興業の東京・大阪本社を始め各地の劇場などにも苦情の電話やメールが殺到して業務に支障をきたしており、出演芸人側から抗議活動自粛のお願いも出ている。

## 出演番組や各団体への影響
宮迫が準レギュラーを務めている毎日放送制作『痛快!明石家電視台』では、謹慎処分発表当日である2019年6月24日放送分はすでに収録済みであり、毎日放送は謹慎処分発表直後に宮迫が未出演の回の再放送への差し替えを急遽決定し、再放送の素材をデータサーバへの転送を正常に行ったが、当日に毎日放送局内で番組を管理する自動番組制御装置において、放送運行データが正常に切り替わらない不具合が発生したため、5分39秒の間当該回を放送し、事態に気づいた毎日放送局員がシステムの手動操作により再放送へ切り替え、毎日放送はこの放送トラブルを放送事故とした。毎日放送は放送終了直後に機器メーカー立会いのもと原因の調査を行った。毎日放送は翌6月25日にトラブルの原因がデータサーバと自動番組制御装置の放送運行データがそれぞれ異なっていたことを明らかにしたと同時に、この放送事故に関して謝罪した。6月24日放送分は、再編集を行った上で7月8日に改めて放送した。
週替わりの司会も務めていた日本テレビ制作の『行列のできる法律相談所』は7月7日、7月14日放送分は収録済みであったが、出演部分に可能な限り配慮し放送。7月19日に降板が発表された。TBSテレビ制作『炎の体育会TV』、テレビ朝日制作『雨上がり決死隊のトーク番組アメトーーク!』、フジテレビ制作『世界の何だコレ!?ミステリー』（7月初旬放送分まで収録済み）は宮迫の出演シーンを編集でカットして放送。関西テレビ放送制作『雨上がりのフォトぶら♪』は、謹慎処分発表を受けて6月29日の放送を中止し『もしもツアーズ』（フジテレビ制作）に差し替えとなり、翌週の7月6日からはタイトルを「フォトぶら」に改題し、2020年3月28日まで放送された。朝日放送テレビ制作の『松本家の休日』は、謹慎処分発表を受けて6月30日（6月29日深夜）の放送を中止して『家事ヤロウ!!!』（テレビ朝日制作）に差し替え、7月7日（7月6日深夜）放送分は宮迫の代役に宮川大輔が出演した上で、最初から撮り直して放送した。朝日放送テレビの山本晋也社長と大島尚制作担当取締役は、7月17日に行われた定例記者会見において宮迫の出演を当面見合わせた上で、7月28日（7月27日深夜）放送分から「新たな流れとなるのでお楽しみに」とコメントし、宮迫の正式な代役を立てることを発表。同日放送にて宮迫の相方である蛍原徹が務めることになった。
謹慎中の宮迫がレギュラー出演していた番組に、先輩タレントがゲスト出演する事例も現れている。2019年12月28日放送の『ワイドナショー』でこの件に触れ、「ノーギャラで僕ができることがあったら、テレビに出ます」と有言実行したことを東野幸治は称賛、これについて松本人志が「宮迫のためにやってるんじゃなくて。テレビ局のみなさんに、すごく迷惑かけたんですよ。もう宮迫の番組を収録してるにもかかわらず、宮迫を謹慎させることある程度わかってたのに、（吉本が）収録させてた部分があったんですよ」「それは違うだろうと。吉本がもうちょっと誠意見せないといけないから」と当時の状況を説明した。
亮が出演しているテレビ朝日制作の『ロンドンハーツ』は、収録済みの放送については亮の出演シーンをカットし再編集して放送された。関西テレビ放送製作の『おかべろ』では、7月6日の放送分は亮の相方の田村淳が、13日の放送を陣内智則が、20日の放送分は麒麟の川島明が代役を務め、それ以降も吉本所属タレントが代役を務めていたが、同年12月7日放送分からNON STYLEの石田明が2代目MCに就任することが決まった。NHKのBS1にて放送している『ラン×スマ 街の風になれ』は8月28日放送分まではアナウンサーが代役を務め、それ以降の放送は未定であることを広報局が発表している。なお、毎年年末に放送される『クイズ☆正解は一年後』は事前収録された出題パートに亮が出演していたため、生放送となる回答パートでは使用することができず、静止画での対応となった。
2700が金曜レギュラーとして出演していたTOKYO MX『アイドルゾーン20時』では、6月24日週をもっての番組終了が決定した。残りの週は月-木レギュラーの全力じじぃが金曜も担当。YouTube・TOKYO MXチャンネルでのアーカイブは金曜分のみすべて削除された。
スリムクラブの真栄田が出演していた『探偵!ナイトスクープ』は、謹慎処分後に出演者紹介から名前と写真が削除された。真栄田は2019年8月19日に処分が解除され芸能活動を再開したが、2019年9月に行われた朝日放送テレビによる番組改編に関する記者会見では真栄田の出演は当面見合わせると発表している。その後、2020年4月10日放送分（同3月13日収録）から復帰している。
この問題の発覚直後から、主に都市銀行や消費者金融を中心に該当芸人がレギュラー出演している各番組へのCM出稿自粛が相次ぎ、謹慎処分を発表した6月24日以降はほぼ全ての提供スポンサーがCM出稿を取り止めた為、その代替としてACジャパンのCMが連続して放映される番組が発生する事態となった（後に一部スポンサーは復帰するも、現段階では全社PT扱い）。また、番組によっては当該芸人が出演する番組（通常編成または特番）の放送時は提供クレジット自粛やCM出稿を取り止め、出演しない番組（特番または通常編成）放送時は通常通りの番組もある。
この問題は政界にも波及し、2017年に「住みます芸人」活動で吉本興業と包括連携協定を結んでいる大阪府大阪市の松井一郎市長（日本維新の会・代表）が「大阪の皆さんを笑顔にさせる会社なのに、イメージがガラッと変わったと捉えられている。芸人さんがイベントに出席しても市民が素直に笑えない」と苦言を呈す一方で、同社との協定は引き続き継続する意思を示している。さらに、内閣府特命担当大臣（クールジャパン戦略）の平井卓也衆議院議員（自由民主党）は吉本興業とNTTが行っている事業に官民ファンドのクールジャパン機構（海外需要開拓支援機構）が資金を出資していることについて、「吉本興業はクールジャパンのコンテンツ制作者として非常に有力な企業の一つである」とし、「法令順守の徹底や説明責任を期待せざるを得ない」と述べた。

## 問題の背景

### 金銭的問題
そもそもの前提として、吉本興業と芸人の関係とそれに伴う金銭的やり取りを考慮する必要がある。吉本とタレントの間には雇用契約は結ばれていないうえ、芸人の収入は歩合制（報酬）となっている。そのため、所得税法上は「給与」ではなくタレント一人ひとりが「個人事業主」であり、吉本からは事業収入(報酬)を受け取っていると解釈される。これは吉本も含め、タレント自身の芸能活動のマネジメントの一切を芸能プロダクションに「委任」する「専属マネジメント契約」という形態を取るのが通常で、かつ芸能プロダクション側からすれば業務委託されているだけの存在であり、芸能プロダクションとして「雇用」しているわけではないからである。

### ギャランティの過少さ
ライターの松谷創一郎も、吉本興業に所属するお笑い芸人による闇営業を生んだ構造的問題を指摘している。吉本興業とその関連会社では、所属タレントがよくネタにするように、給料が安いことで知られている。売れていない芸人は本業だけでは食べていけず、アルバイトなどを余儀なくされる。入江の解雇が発表された翌6月7日、同じ吉本所属芸人でもあるキートンが自身のTwitterで、「ちゃんとしたギャラが振り込まれたら、闇営業なんて行かねーよな」と語り、続けて「仕事は入れない、自分で取ってきた仕事に色々言われる、生活できない、そんな吉本芸人は山ほどいる」と吉本に所属する芸人たちの実情を明かし、「そこに闇営業の話がきたら、心が揺らぐわな」と私見を述べた。また、闇営業の発端でもある吉本興業は芸能事務所の中で最も多くの芸人が所属している上、NSC生やオーディションを合わせて毎年2000人以上の新人芸人が加入し、その中で芸人として生活できるのは数人程度であるため、売れるチャンスは極端に少ない。そのため、アルバイトをしている芸人は多く、20年以上アルバイトで生計を立てている芸人や借金を抱えている芸人も数多くいる。
ビートたけしは「闇営業をしなきゃ食えないような状態にする事務所もおかしいと思う。最低限の金銭補償くらいすればいいなと思うんだけれど」と吉本興業の経営方針を激しい口調で苦言を呈した。明石家さんまは吉本興業がギャラさえ上げれば、闇営業に行かなくて済むと指摘している。さんまは、過去に後輩芸人から会社にギャラを上げるように掛け合って欲しいとお願いされ、実際に当時の社長に進言したことがあると明かしている。なお、さんまはこの騒動について、過去に入江に貴重なサッカーグッズを手に入れてもらうなど世話になっていたため、入江からお願いされたら自分も闇営業に参加していたかもしれないと複雑な胸中を明かしている。トレンディエンジェルの齋藤司も闇営業のギャラを齋藤ら自身のギャラと比較した際、「僕らが普段、ちゃんと会社を通してもらってる営業より（闇営業のほうが）額は高い」と現実的な意見を述べた。その上で、「10分ネタをやってその額をもらえるとなったら、もし万が一仕事がなかったら行くっていう気持ちもわからないではない」と複雑な心境を示した。

### 事務所と芸人の配分問題
FUJIWARAの藤本敏史も給料の低さが問題の原因という世論の指摘に対しては「一理ある」と理解を示したものの、この時のコメントはギャラの割合の不平等感を指摘しており、藤本自身も過去に芸人数組が集まって同社社長にギャラについて直談判したが、のらりくらり交わされ結局上がらなかったと明かしている。
岡本社長は前出の会見で吉本興業とタレントのギャラ配分は「（およその平均値で）5:5から6:4である」と主張しているが、ピースの綾部祐二は日本テレビ系列『ナカイの窓』（2014年11月26日放送分）に出演した際に、ギャラの取り分はタレントと事務所側でおよそ1:9の配分だと明かしている。
イベント構成等を手掛ける競馬評論家の須田鷹雄も自身のツイッターで、「一番違和感があるのは実は川下でタレントが貰ってるギャラの額」「クライアントはみんな、『タレントの手取りそんなもんなの！？』って思ってるはず。」として、事務所の取り分が多いのではないかと指摘した。

### 金銭的問題を指摘することに対する批判
一方で、上沼恵美子も生活していけないから闇営業に行くとの考えを「芸人さんのわがままやと思うし、あんたの力がないからや」と一蹴している。吉本では歩合制である関係上、仕事量によって収入が変化するため、収入に個人差が生じる傾向にある。また、在阪局を中心に吉本興業関連のテレビ番組が多いこともあり、吉本興業に所属する芸人は、特に近畿広域圏では他事務所所属芸人より多く仕事が回ってくる機会があるため、他の事務所より本業で収入を得られる機会が多いと指摘した。上沼自身も、コンビ結成時代はあまり売れず収入は全く得られなかった。しかし、それに対して事務所を批判したりはせず、大阪の片隅で努力を重ねた結果、今の自分があると語った。そのため上沼は、「（仕事がないことを理由に闇営業を行うことを）事務所の責任にしちゃいかん」と、各芸人に対して厳しい言葉を投げかけ、芸人の収入面の問題を盾にして事務所側を批判する声については一石を投じている。
ギャラの見解については、吉本所属タレントでも意見が分かれておりゆにばーすの川瀬名人は（自身のメディア露出がほとんど無いにもかかわらず）7月の月収が37万円だったことを明かしている。

### タレントマネジメント体制の不備
吉本興業側では、慢性的にタレントの総数がマネージャーの総数を大きく上回った状態であるため、中堅タレントでもマネージャーが複数を掛け持ちしていることも多い。そのため、番組制作側と連絡が付きにくく、制作側とタレントが直接メールや電話でやり取りするケースもある。このマネージャー不足は、2019年4月に労働基準監督署から是正勧告を受け、そこでは従業員の過重労働（労使協定に反する月50時間以上の残業）や休日勤務手当の未払いが問題視された。
それでも、吉本興業の芸人が一定の割合で活躍ができているのは芸人の自主性による部分が大きな理由とされており、さんまなどの様に吉本とは別に個人事務所を設けている所属者もいるほか、吉本とマネジメント契約を結んでいる人物であっても、中堅芸人によっては自ら仕事を作ったり取ってきたりすることがある。松谷は、今回の闇営業問題がまさにその自主性や芸人の努力に応えられない環境であるならば、吉本側のマネジメント体制の不備が引き起こしたとも言えると指摘する。
吉本興業では2019年7月12日、所属タレントが依頼された仕事をすべて会社に報告することなどを定めた「共同確認書」を作成し、7月中に全所属タレントに署名させることを発表している。また、吉本興業が所属タレントとの間で書面による正式な所属契約書を手交していないことについて、公正取引委員会事務総長の山田昭典が2019年7月24日の定例記者会見の席にて「契約書面の不存在は、競争政策の観点から見て誠に問題があると考える」という認識を示している。
吉本興業の大﨑洋会長は2020年5月16日号の週刊現代のインタビューで、闇営業騒動は上場廃止を含めた現体制の方針を面白く思わない不満分子が仕掛けたお家騒動と述べ、「お家騒動で若い社員たち、経理、法務の人間が契約について考えるようになった。あのとき全部の芸人にアンケートを採ったんです。そうしたら9割以上なんで変える必要があるのっていう回答でした。それでも主たる芸人はもちろん6000人全員と最低限の所属確認書を交わしました。」、「（19年に大﨑から社長を引き継いだ）岡本君の（闇営業の当事者である宮迫博之らに対しテレビ局に圧力をかけて潰すという内容の）パワハラがあったという報道がありました。岡本君がどんなトーンで言ったかとは知らないですけど、前提として両者の間には信頼関係があったはず。その会話の一部分を切り取って外に喋るという人間は今までの吉本にはいなかった。そういう人は吉本にいてくれなくていいです。あの時マスコミが芸人が辞める、辞めないを決める権利があるという書き方をしてましたね。でも君はもういいから辞めなさい。（独立して）自分でやったほうがいいじゃないかと言える会社側の権利もあるはずなんです。言っておきたいのは、ぼくが吉本に入った42年前から、辞めたり離れたりする芸人さんの足を引っ張ったことない。」と述べた。

### クールジャパン機構を通しての政府事業参加
吉本興業が反社会的勢力との関わりに厳しい対応を見せた背景には、クールジャパン機構（海外需要開拓支援機構）を通して100億円規模の事業や、児童教育など政府プロジェクトへの参加が背景にあったとされている。クールジャパン機構設立の2014年当初から、吉本と電通が協力しエンターテインメント・コンテンツの創作・発信事業として10億円が投じられ、以降、2018年にも大阪城公園でのエンターテインメント発信事業として12億円の予算が組まれた。そして、2019年にはNTTと提携し、最大100億円を投じるプラットフォーム事業「Laugh & Peace_Mother（ラフ＆ピースマザー）powered by NTT Group」が開始された。このような巨額の公的資金が投入される政府事業への参加は、反社会的勢力との関わりだけでなく、企業としてのコンプライアンスが求められる形となった。一連の騒動は、各大臣が吉本興業に対し苦言を呈するという異例の事態となった。
その後、クールジャパン機構は吉本興業への出資は「適切な判断」であるとし、代表の北川直樹社長は今後も吉本興業への出資を段階的に増やしていく意向を示した。

## その他
- 2019年7月20日に宮迫と亮が開いた記者会見で、質疑応答の際にTBSテレビ『アッコにおまかせ!』のスタッフから宮迫に対し、「（以前、宮迫の不倫報道があった際に）オフホワイトですとのお答えをしてらっしゃいましたが、いまのお気持ちを色で表す事は可能ですか」と不適切な質問をしたため、ネット上で批判が殺到[87]。翌21日放送の同番組内で同局アナウンサーの国山ハセンと司会の和田アキ子が謝罪した[88]。
- 2019年7月21日に投開票された第25回参議院議員通常選挙の投票率が48.8％となり、24年ぶりに50％を割り込んだが[89]、投票率が低かった要因として闇営業問題報道過熱化の煽りで参院選に関する報道が少なかった事を指摘する意見もある[90][91]。
- 公正取引委員会は本件及びジャニーズ事務所に対する注意勧告と、大手芸能事務所絡みのトラブルが立て続けに発生したことを受け、2019年8月27日に芸能分野の問題行為に関する具体例をまとめた。同委員会が芸能関係について言及するのは初めてであり、今後芸能事務所などに周知を図り、業界団体による自主的な改善を支援するという[92]。
  - この問題に前後して、公正取引委員会が芸能人などのフリーランスにも私的独占の禁止及び公正取引の確保に関する法律（独占禁止法）を適用すると見解をまとめたことから、芸能人が芸能事務所から退社・独立が相次ぐ契機になったとの指摘もある[93]。
- ニホンモニターは2019年12月12日、「Yahoo!トピックス」と「LINE NEWS」を対象にした『2019タレントネットニュースランキング』を発表（調査期間：2019年1月1日～2019年11月30日）、1位は520回で宮迫、5位は406回で亮だった[94]。